# نهشل (اسم)
نهشل هو اسم علم مذكر من أصل عربي، ومعناه هو الذئب، الصقر.

## شخصيات تحمل الاسم
- نهشل بن حري

## وصلات خارجية
- موسوعة السلطان قابوس لأسماء العرب